# Otto van Habsburg-Lotharingen
Franz Josef Otto Robert Maria Anton Karl Max Heinrich Sixtus Xavier Felix René Ludwig Gaetano Pius Ignatius von Habsburg-Lotharingen (Villa Wartholz bij Reichenau an der Rax, 20 november 1912 - Pöcking, Beieren, 4 juli 2011) was tot 1918 de laatste kroonprins van Oostenrijk, tot 1921 kroonprins van het koninkrijk Hongarije. Hij was de zoon van de laatste Oostenrijkse keizer, de zalige Karel I, en keizerin Zita. Als zodanig was hij van 1916 tot 1918 troonopvolger.
Van 1979 tot 1999 was hij voor de Beierse CSU lid van het Europese Parlement, waaronder tweemaal als nestor, voorzitter van de openingszitting. Als organisator van de Pan-Europese picknick op 19 augustus 1989 leverde hij een bijdrage aan de val van het IJzeren Gordijn en het communistische Oostblok. Otto van Habsburg-Lotharingen was actief in de Pan-Europa-Unie, die zich voor de Europese eenwording inzette. Gedurende zijn leven streed Otto van Habsburg-Lotharingen tegen extreem nationalisme, nationaalsocialisme, communisme alsook tegen verschillende vormen van relativisme.

## Jeugd

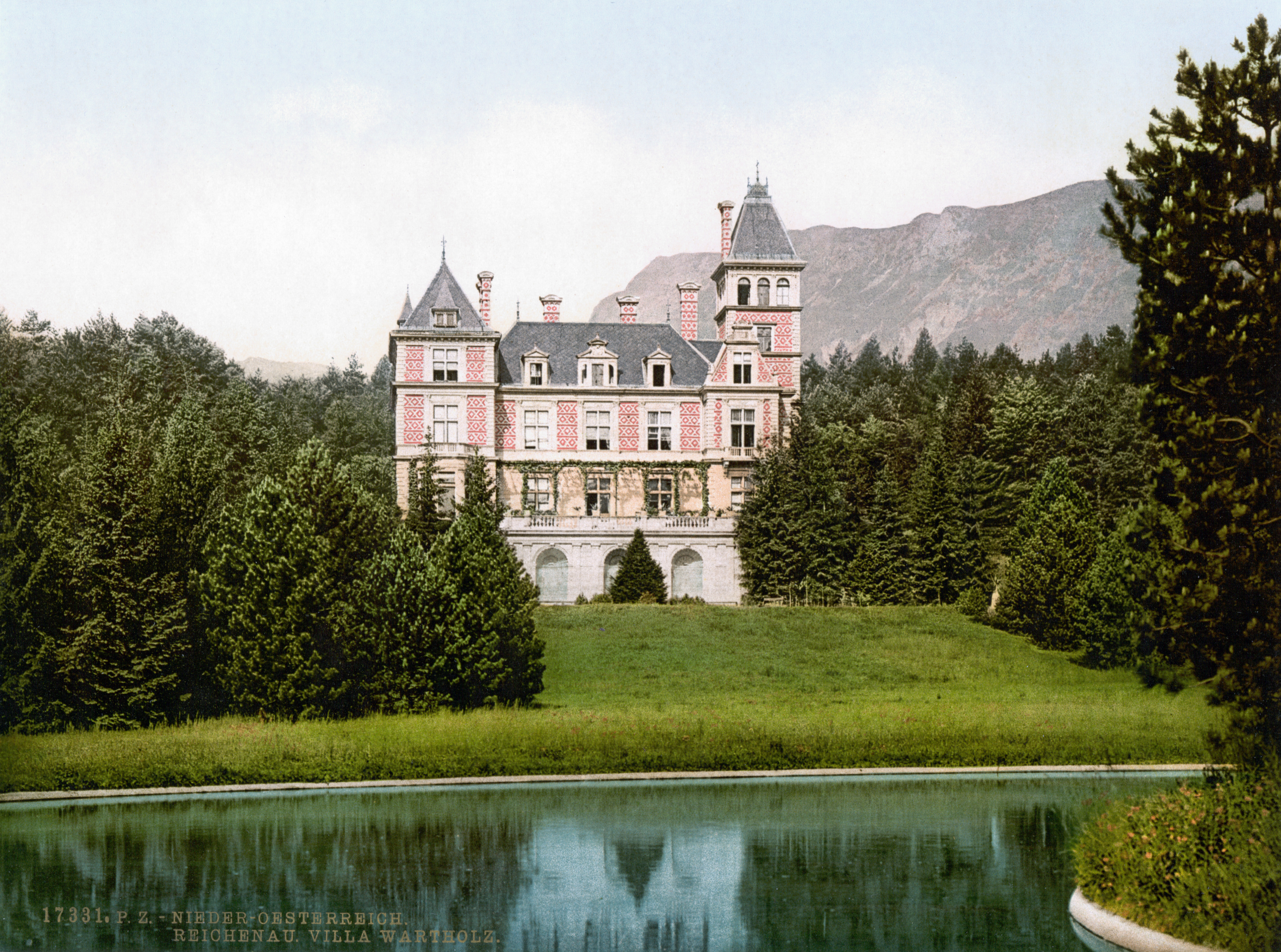
Villa Wartholz, het geboortehuis van Otto von Habsburg

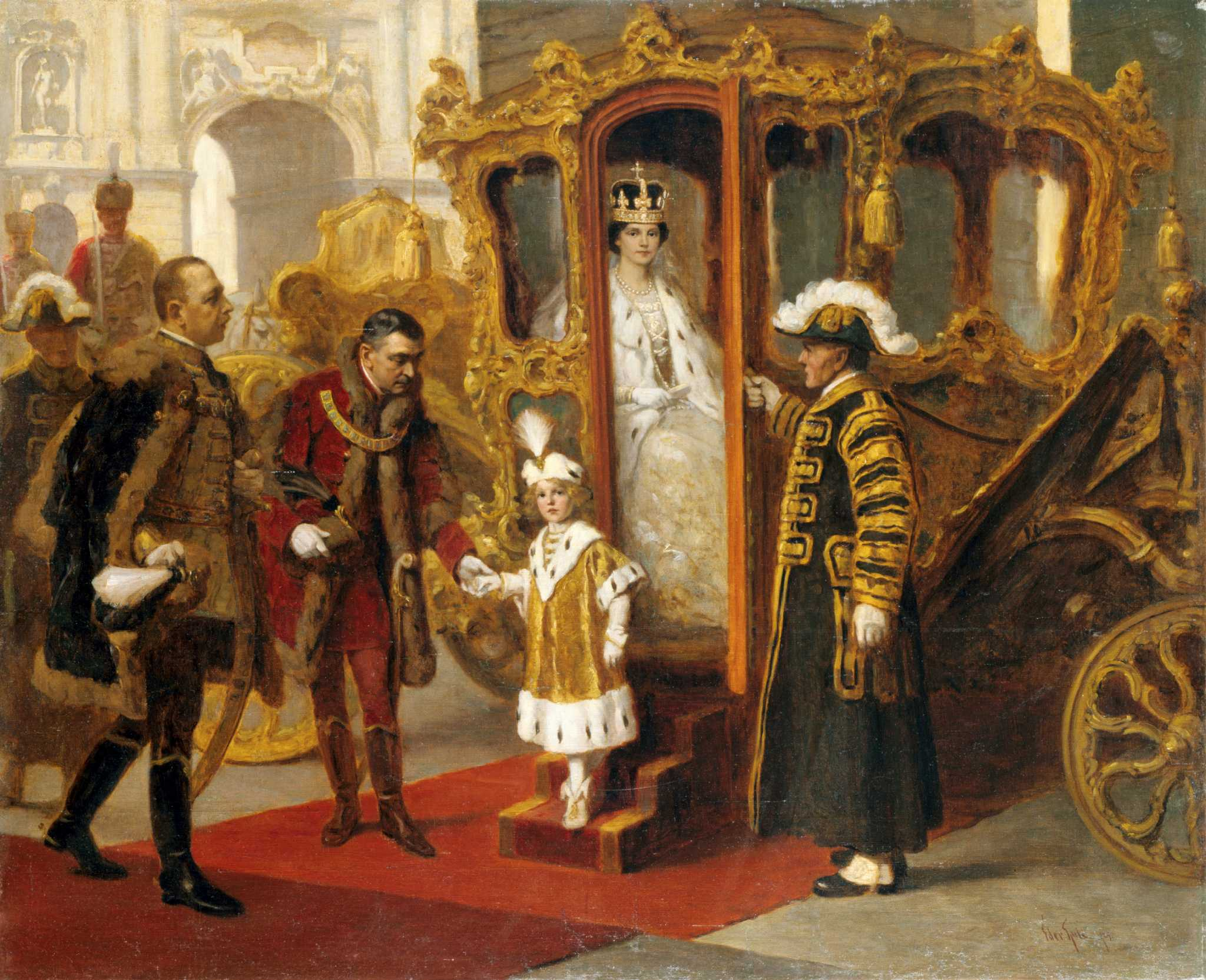
De aankomst van de kleine kroonprins Otto bij de kroning van Karel I tot koning van Hongarije in 1916. In de koets zit zijn moeder Zita

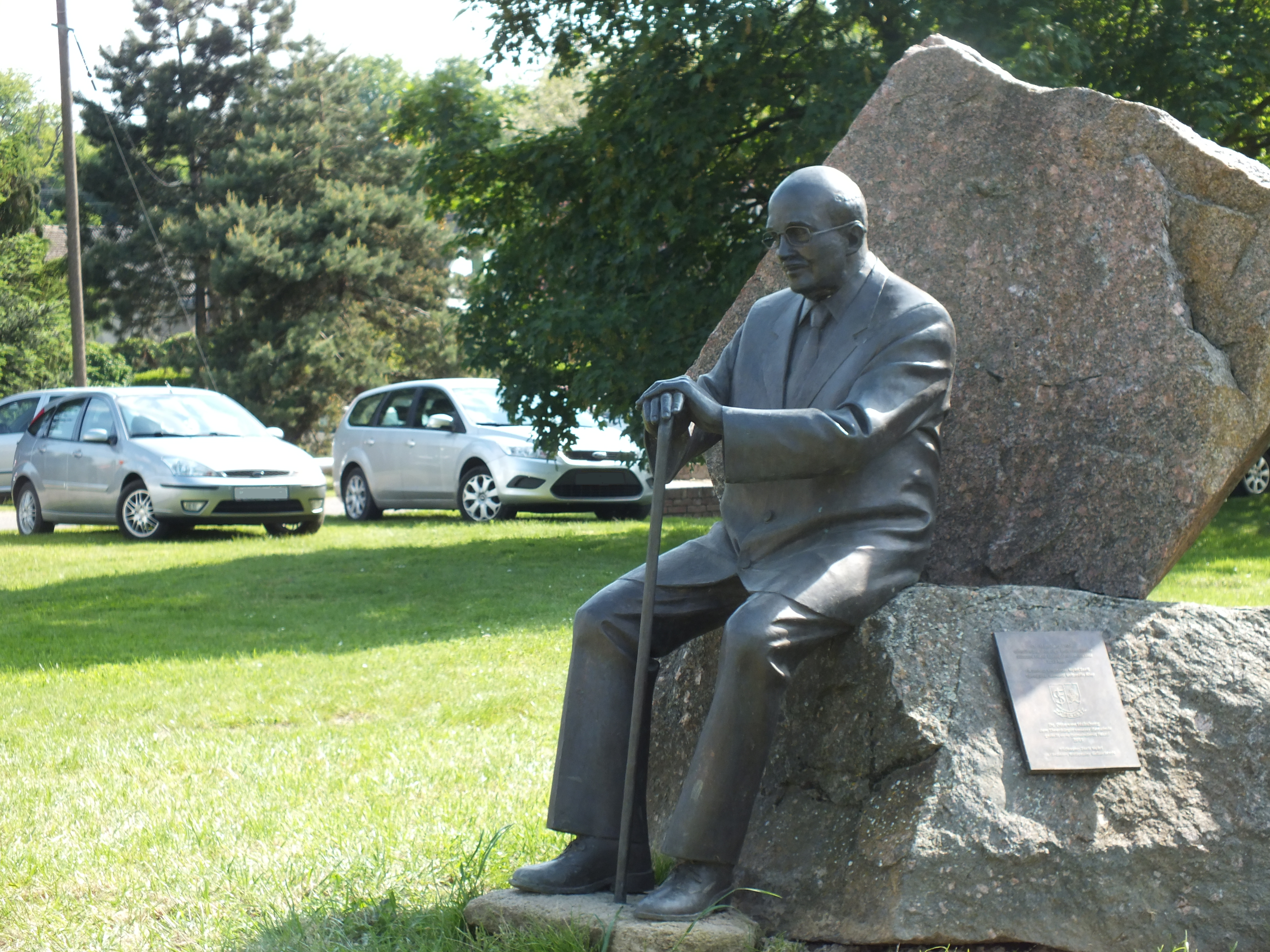
Standbeeld in Feked (Hongarije).

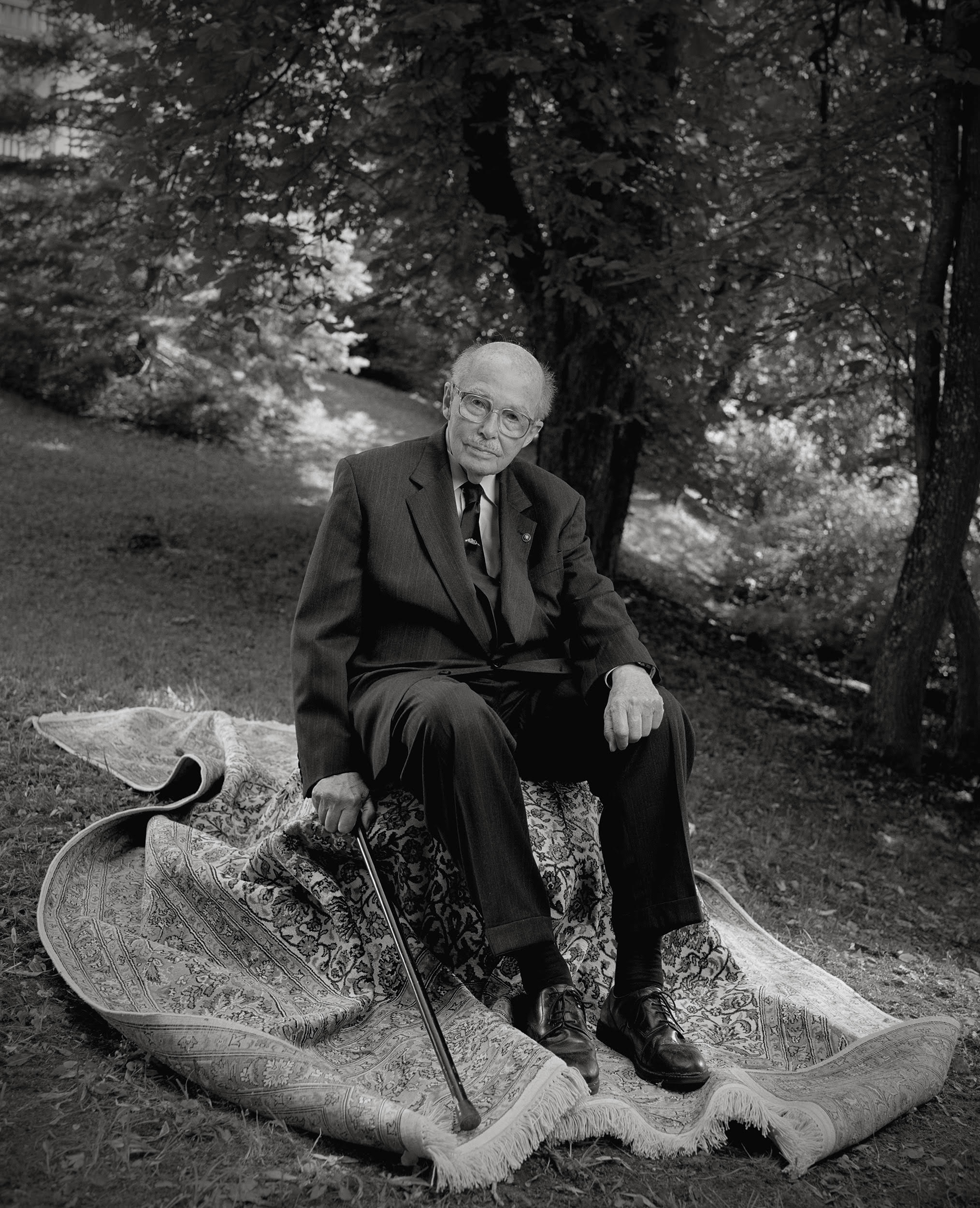
Otto Habsburg-Lotharingen gefotografeerd door Oliver Mark, Pöcking 2006

Tussen 1918 en 1921 woonde hij met zijn familie in ballingschap in Zwitserland, daarna voornamelijk in Spanje en België, waar hij woonde in het kasteel ter Ham en aan de Katholieke Universiteit van Leuven in 1935 als keizer in ballingschap het licentiaat en doctoraat politicologie behaalde. In de jaren dertig verzette hij zich heftig tegen de aansluiting van Oostenrijk bij het Duitse Rijk; hij ondersteunde het verzet van de Heimwehr onder Engelbert Dollfuss en Kurt von Schuschnigg tegen de nationaalsocialisten (die in 1934 bij een coup bondskanselier Dollfuss vermoordden). De jonge keizerlijke kroonprins Otto was vanwege zijn verzet tegen de Anschluss van Oostenrijk vanaf 1938 een doelwit van de Duitse geheime diensten en als „ontaarde spruit van de Habsburgers”, tevens van de nazi-pers. Otto voelde wel vanaf het begin veel voor de Europese eenwording als middel voor blijvende vrede. Hij werd actief lid van talloze Europese organisaties, en leidde jarenlang de Pan-Europa-Unie. Na de Tweede Wereldoorlog, die hij voor een groot deel als vluchteling in de Verenigde Staten doorbracht, leefde hij achtereenvolgens in Frankrijk, Spanje en Duitsland.

## Nevenactiviteiten
Hij was lid van K.Ö.St.V. Nibelungia Wien en K.D.St.V. Agilolfia Freising, twee katholieke studentenverenigingen die behoren tot het Cartellverband der katholischen deutschen Studentenverbindungen. Hij was tevens erelid van alle elf studentenverenigingen die behoren tot de Akademischer Bund katholisch-österreichischer Landsmannschaften, afgekort K.Ö.L., waarvan hij erevoorzitter was.

## Politieke en diplomatieke carrière
Voor en tijdens de Tweede Wereldoorlog hielp Otto van Habsburg-Lotharingen duizenden Oostenrijkse en andere joden via Portugal en Spanje naar de Verenigde Staten te vluchten. Voor zijn verdienste werd een Otto-von-Habsburg-ereboom geplant in Yad Vashem in Israël. Tevens voorkwam hij verschillende grootschalige Anglo-Amerikaanse bombardementen op Oostenrijkse steden en bovendien verhinderde hij, via president Franklin Delano Roosevelt, dat Oostenrijk als deel van de Asmogendheden beschouwd werd. Hiermede zorgde hij voor een opdeling van de hoofdstad Wenen in verschillende bezettingssectoren, waardoor de stad niet uitsluitend onder een bezettingsregime van de Sovjet-legers zou komen.
In 1961 kreeg Habsburg-Lotharingen door de Spaanse dictator-generaal Francisco Franco in het geheim de troon van Spanje aangeboden, maar zag hiervan af, omdat de Habsburgers al driehonderd jaar niet meer over Spanje geregeerd hadden. Bovendien wilde Otto niet in de strijd tussen Carlisten en Alfonsisten nog meer verdeeldheid brengen. Met de CSU-politicus Franz-Josef Strauß werkte Otto van Habsburg in Spaanse ballingschap, met financiële middelen die hem ter beschikking werden gesteld door de Spaanse heerser generaal Franco, reeds voor het Verdrag van Rome (1957) aan verdere concepten voor de Europese eenwording.
In 1961 gaf hij op persoonlijke titel - inmiddels was zijn troonopvolger en zoon aartshertog Karel van Habsburg-Lotharingen geboren - de aanspraak op zijn recht op de Oostenrijkse troon op, om zo burger van de Republiek Oostenrijk te kunnen worden en zijn vaderland te kunnen bezoeken. Zijn rechten op de Hongaarse troon heeft hij echter nooit opgegeven. Hij werd West-Duits staatsburger. Hij bekritiseerde de nieuwe Ostpolitik van Willy Brandt (SPD). Van 1979 tot 1999 was hij voor de CSU lid van het Europees parlement. In Brussel bewerkte de CSU-politicus en kroonprins dat voor de „geknechte volken achter het IJzeren Gordijn” een symbolische lege zetel opgesteld werd in het Europees Parlement. Decennialang was zijn politiek onder andere op bestrijding van het communisme en van de communistische wereldrevolutie gericht. In 2004 veroorzaakte hij een kleine rel door de dominante rol van joden in het Amerikaanse ministerie van buitenlandse zaken en op de buitenlandse politiek van de Verenigde Staten te bekritiseren.
Otto von Habsburg, zoals hij zich sinds 1961 noemde, was auteur van talloze boeken, met name over de Europese gedachte, het christelijke Avondland en politieke vraagstukken.

## Huwelijk en gezin
Op 10 mei 1951 trouwde Otto von Habsburg-Lothringen met Regina prinses van Saksen-Meiningen (1925-2010). Het echtpaar kreeg zeven kinderen, vijf dochters en twee zonen, onder wie:
- Andrea Habsburg-Lothringen (1953), in 1977 getrouwd met Erbgraf Karl Eugen von Neipperg (1951), zoon van Josef Hubert Graf und Herr von Neipperg (1918)
- Karl (1961), in 1993 getrouwd met Francesca Thyssen-Bornemisza de Kászon, dochter van Hans Heinrich Thyssen-Bornemisza de Kászon.
- Paul Georg Habsburg-Lothringen (1964), speciaal ambassadeur voor de Hongaarse regering bij de Europese Unie.

## Overlijden en begrafenis

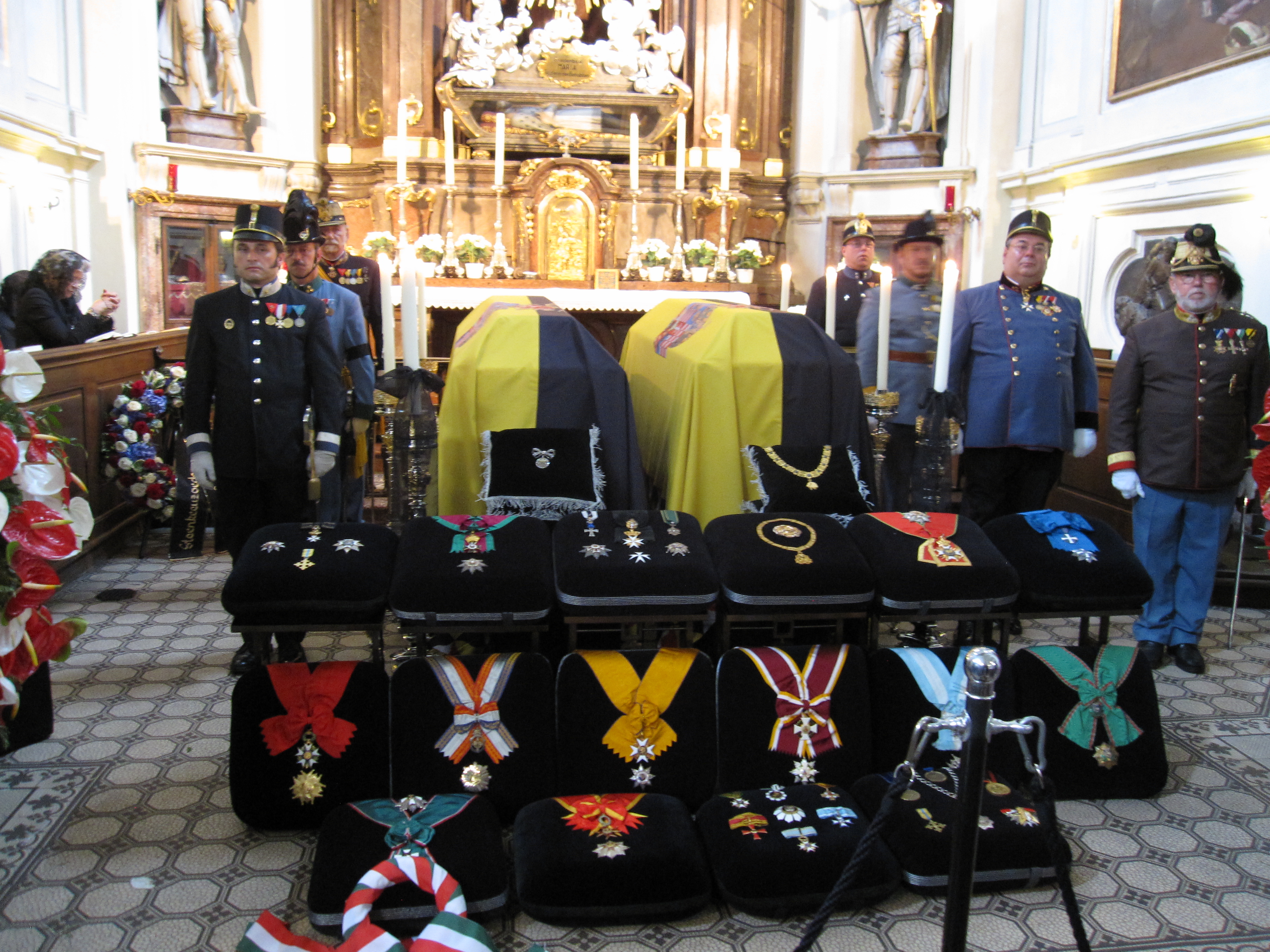
De opbaring van Otto en zijn vrouw in de Weense Kapuzinerkirche op 15 juli 2011

Otto van Habsburg had zich, vooral na het overlijden van zijn vrouw prinses Regina van Saksen-Meiningen, uit het openbare leven teruggetrokken en stierf in zijn Beierse residentie. Valéry Giscard d'Estaing, oud-president van Frankrijk en Europees politicus, noemde de overledene "Otto von Europa”.
De uitvaart in de Stephansdom van Wenen op zaterdag 16 juli 2011 had de allures van een keizerlijk-koninklijke begrafenis, in aanwezigheid van een aanzienlijke mensenmassa in en buiten de kathedraal. Afvaardigingen uit alle volken van het Habsburgse rijk, uit Bohemen, Moravië, Hertogdom Teschen (Cieszyn), Krakau, Hongarije, Dalmatië en overige delen van Kroatië, van de Bosniakken, West-Oekraïners, Bosnische Serviërs, Slovenen en uit beide taalgemeenschap van Trentino-Zuid-Tirol waren aanwezig. Na de ceremonie in de dom, geleid door kardinaal Christoph Schönborn, aartsbisschop van Wenen, werd het stoffelijk overschot door de binnenstad naar de kerk van de Kapucijnen gedragen, waar het werd bijgezet in de Kapuzinergruft (keizerlijke grafcrypte) van de Oostenrijkse keizerlijke familie. Ook het stoffelijk overschot van zijn het jaar voordien overleden echtgenote Regina werd er bijgezet. De urn met het hart van de aartshertog werd, in overeenstemming met de traditie, op zondag 17 juli, na een requiemmis in de kathedraal van Boedapest, bijgezet in de benedictijner Abdij van Pannonhalma, nabij Győr.

## Kwartierstaat
| Karel Lodewijk van Oostenrijk (1833-1896) | Karel Lodewijk van Oostenrijk (1833-1896) | Karel Lodewijk van Oostenrijk (1833-1896) | Karel Lodewijk van Oostenrijk (1833-1896) | Karel Lodewijk van Oostenrijk (1833-1896) | Karel Lodewijk van Oostenrijk (1833-1896) | Maria Annunciata van Bourbon-Sicilië (1843-1871) | Maria Annunciata van Bourbon-Sicilië (1843-1871) | Maria Annunciata van Bourbon-Sicilië (1843-1871) | Maria Annunciata van Bourbon-Sicilië (1843-1871) | Maria Annunciata van Bourbon-Sicilië (1843-1871) | Maria Annunciata van Bourbon-Sicilië (1843-1871) |                                     |                                     | George van Saksen (1832-1904)      | George van Saksen (1832-1904)      | George van Saksen (1832-1904)          | George van Saksen (1832-1904)          | George van Saksen (1832-1904)          | George van Saksen (1832-1904)          | Maria Anna van Portugal (1843-1884)    | Maria Anna van Portugal (1843-1884)    | Maria Anna van Portugal (1843-1884) | Maria Anna van Portugal (1843-1884) | Maria Anna van Portugal (1843-1884) | Maria Anna van Portugal (1843-1884) |                                  |                                  | Karel III van Bourbon-Parma (1823-1854) | Karel III van Bourbon-Parma (1823-1854) | Karel III van Bourbon-Parma (1823-1854) | Karel III van Bourbon-Parma (1823-1854) | Karel III van Bourbon-Parma (1823-1854)   | Karel III van Bourbon-Parma (1823-1854)   | Louise Maria van Frankrijk (1819-1864)    | Louise Maria van Frankrijk (1819-1864)    | Louise Maria van Frankrijk (1819-1864)    | Louise Maria van Frankrijk (1819-1864)    | Louise Maria van Frankrijk (1819-1864) | Louise Maria van Frankrijk (1819-1864) |                                            |                                            | Michaël I van Portugal (1802-1866)         | Michaël I van Portugal (1802-1866)         | Michaël I van Portugal (1802-1866)         | Michaël I van Portugal (1802-1866)         | Michaël I van Portugal (1802-1866)     | Michaël I van Portugal (1802-1866)     | Adelheid van Löwenstein- Wertheim-Rosenberg (1831-1909)                                | Adelheid van Löwenstein- Wertheim-Rosenberg (1831-1909)                                | Adelheid van Löwenstein- Wertheim-Rosenberg (1831-1909)                                | Adelheid van Löwenstein- Wertheim-Rosenberg (1831-1909)                                | Adelheid van Löwenstein- Wertheim-Rosenberg (1831-1909)                                | Adelheid van Löwenstein- Wertheim-Rosenberg (1831-1909)                                |  |  |  |  |  |  |  |  |  |  |  |  |  |  |  |  |  |  |  |  |  |  |  |  |  |  |  |  |  |  |  |  |  |  |  |  |  |  |  |  |  |  |  |  |  |  |  |  |
| Karel Lodewijk van Oostenrijk (1833-1896) | Karel Lodewijk van Oostenrijk (1833-1896) | Karel Lodewijk van Oostenrijk (1833-1896) | Karel Lodewijk van Oostenrijk (1833-1896) | Karel Lodewijk van Oostenrijk (1833-1896) | Karel Lodewijk van Oostenrijk (1833-1896) | Maria Annunciata van Bourbon-Sicilië (1843-1871) | Maria Annunciata van Bourbon-Sicilië (1843-1871) | Maria Annunciata van Bourbon-Sicilië (1843-1871) | Maria Annunciata van Bourbon-Sicilië (1843-1871) | Maria Annunciata van Bourbon-Sicilië (1843-1871) | Maria Annunciata van Bourbon-Sicilië (1843-1871) |                                     |                                     | George van Saksen (1832-1904)      | George van Saksen (1832-1904)      | George van Saksen (1832-1904)          | George van Saksen (1832-1904)          | George van Saksen (1832-1904)          | George van Saksen (1832-1904)          | Maria Anna van Portugal (1843-1884)    | Maria Anna van Portugal (1843-1884)    | Maria Anna van Portugal (1843-1884) | Maria Anna van Portugal (1843-1884) | Maria Anna van Portugal (1843-1884) | Maria Anna van Portugal (1843-1884) |                                  |                                  | Karel III van Bourbon-Parma (1823-1854) | Karel III van Bourbon-Parma (1823-1854) | Karel III van Bourbon-Parma (1823-1854) | Karel III van Bourbon-Parma (1823-1854) | Karel III van Bourbon-Parma (1823-1854)   | Karel III van Bourbon-Parma (1823-1854)   | Louise Maria van Frankrijk (1819-1864)    | Louise Maria van Frankrijk (1819-1864)    | Louise Maria van Frankrijk (1819-1864)    | Louise Maria van Frankrijk (1819-1864)    | Louise Maria van Frankrijk (1819-1864) | Louise Maria van Frankrijk (1819-1864) |                                            |                                            | Michaël I van Portugal (1802-1866)         | Michaël I van Portugal (1802-1866)         | Michaël I van Portugal (1802-1866)         | Michaël I van Portugal (1802-1866)         | Michaël I van Portugal (1802-1866)     | Michaël I van Portugal (1802-1866)     | Adelheid van Löwenstein- Wertheim-Rosenberg (1831-1909)                                | Adelheid van Löwenstein- Wertheim-Rosenberg (1831-1909)                                | Adelheid van Löwenstein- Wertheim-Rosenberg (1831-1909)                                | Adelheid van Löwenstein- Wertheim-Rosenberg (1831-1909)                                | Adelheid van Löwenstein- Wertheim-Rosenberg (1831-1909)                                | Adelheid van Löwenstein- Wertheim-Rosenberg (1831-1909)                                |  |  |  |  |  |  |  |  |  |  |  |  |  |  |  |  |  |  |  |  |  |  |  |  |  |  |  |  |  |  |  |  |  |  |  |  |  |  |  |  |  |  |  |  |  |  |  |  |
|                                           |                                           |                                           |                                           |                                           |                                           |                                                  |                                                  |                                                  |                                                  |                                                  |                                                  |                                     |                                     |                                    |                                    |                                        |                                        |                                        |                                        |                                        |                                        |                                     |                                     |                                     |                                     |                                  |                                  |                                         |                                         |                                         |                                         |                                           |                                           |                                           |                                           |                                           |                                           |                                        |                                        |                                            |                                            |                                            |                                            |                                            |                                            |                                        |                                        |                                                                                        |                                                                                        |                                                                                        |                                                                                        |                                                                                        |                                                                                        |  |  |  |  |  |  |  |  |  |  |  |  |  |  |  |  |  |  |  |  |  |  |  |  |  |  |  |  |  |  |  |  |  |  |  |  |  |  |  |  |  |  |  |  |  |  |  |  |
|                                           |                                           |                                           |                                           | Otto Frans van Oostenrijk (1865-1906)     | Otto Frans van Oostenrijk (1865-1906)     | Otto Frans van Oostenrijk (1865-1906)            | Otto Frans van Oostenrijk (1865-1906)            | Otto Frans van Oostenrijk (1865-1906)            | Otto Frans van Oostenrijk (1865-1906)            |                                                  |                                                  |                                     |                                     |                                    |                                    | Maria Josepha van Saksen (1866-1944)   | Maria Josepha van Saksen (1866-1944)   | Maria Josepha van Saksen (1866-1944)   | Maria Josepha van Saksen (1866-1944)   | Maria Josepha van Saksen (1866-1944)   | Maria Josepha van Saksen (1866-1944)   |                                     |                                     |                                     |                                     |                                  |                                  |                                         |                                         |                                         |                                         | Robert I van Bourbon-Parma (1848-1907)    | Robert I van Bourbon-Parma (1848-1907)    | Robert I van Bourbon-Parma (1848-1907)    | Robert I van Bourbon-Parma (1848-1907)    | Robert I van Bourbon-Parma (1848-1907)    | Robert I van Bourbon-Parma (1848-1907)    |                                        |                                        |                                            |                                            |                                            |                                            | Maria Antonia van Bragança (1862-1959)     | Maria Antonia van Bragança (1862-1959)     | Maria Antonia van Bragança (1862-1959) | Maria Antonia van Bragança (1862-1959) | Maria Antonia van Bragança (1862-1959)                                                 | Maria Antonia van Bragança (1862-1959)                                                 |                                                                                        |                                                                                        |                                                                                        |                                                                                        |  |  |  |  |  |  |  |  |  |  |  |  |  |  |  |  |  |  |  |  |  |  |  |  |  |  |  |  |  |  |  |  |  |  |  |  |  |  |  |  |  |  |  |  |  |  |  |  |
|                                           |                                           |                                           |                                           | Otto Frans van Oostenrijk (1865-1906)     | Otto Frans van Oostenrijk (1865-1906)     | Otto Frans van Oostenrijk (1865-1906)            | Otto Frans van Oostenrijk (1865-1906)            | Otto Frans van Oostenrijk (1865-1906)            | Otto Frans van Oostenrijk (1865-1906)            |                                                  |                                                  |                                     |                                     |                                    |                                    | Maria Josepha van Saksen (1866-1944)   | Maria Josepha van Saksen (1866-1944)   | Maria Josepha van Saksen (1866-1944)   | Maria Josepha van Saksen (1866-1944)   | Maria Josepha van Saksen (1866-1944)   | Maria Josepha van Saksen (1866-1944)   |                                     |                                     |                                     |                                     |                                  |                                  |                                         |                                         |                                         |                                         | Robert I van Bourbon-Parma (1848-1907)    | Robert I van Bourbon-Parma (1848-1907)    | Robert I van Bourbon-Parma (1848-1907)    | Robert I van Bourbon-Parma (1848-1907)    | Robert I van Bourbon-Parma (1848-1907)    | Robert I van Bourbon-Parma (1848-1907)    |                                        |                                        |                                            |                                            |                                            |                                            | Maria Antonia van Bragança (1862-1959)     | Maria Antonia van Bragança (1862-1959)     | Maria Antonia van Bragança (1862-1959) | Maria Antonia van Bragança (1862-1959) | Maria Antonia van Bragança (1862-1959)                                                 | Maria Antonia van Bragança (1862-1959)                                                 |                                                                                        |                                                                                        |                                                                                        |                                                                                        |  |  |  |  |  |  |  |  |  |  |  |  |  |  |  |  |  |  |  |  |  |  |  |  |  |  |  |  |  |  |  |  |  |  |  |  |  |  |  |  |  |  |  |  |  |  |  |  |
|                                           |                                           |                                           |                                           |                                           |                                           |                                                  |                                                  |                                                  |                                                  | Karel I van Oostenrijk (1887-1922)               | Karel I van Oostenrijk (1887-1922)               | Karel I van Oostenrijk (1887-1922)  | Karel I van Oostenrijk (1887-1922)  | Karel I van Oostenrijk (1887-1922) | Karel I van Oostenrijk (1887-1922) |                                        |                                        |                                        |                                        |                                        |                                        |                                     |                                     |                                     |                                     |                                  |                                  |                                         |                                         |                                         |                                         |                                           |                                           |                                           |                                           |                                           |                                           | Zita van Bourbon-Parma (1892-1989)     | Zita van Bourbon-Parma (1892-1989)     | Zita van Bourbon-Parma (1892-1989)         | Zita van Bourbon-Parma (1892-1989)         | Zita van Bourbon-Parma (1892-1989)         | Zita van Bourbon-Parma (1892-1989)         |                                            |                                            |                                        |                                        |                                                                                        |                                                                                        |                                                                                        |                                                                                        |                                                                                        |                                                                                        |  |  |  |  |  |  |  |  |  |  |  |  |  |  |  |  |  |  |  |  |  |  |  |  |  |  |  |  |  |  |  |  |  |  |  |  |  |  |  |  |  |  |  |  |  |  |  |  |
|                                           |                                           |                                           |                                           |                                           |                                           |                                                  |                                                  |                                                  |                                                  | Karel I van Oostenrijk (1887-1922)               | Karel I van Oostenrijk (1887-1922)               | Karel I van Oostenrijk (1887-1922)  | Karel I van Oostenrijk (1887-1922)  | Karel I van Oostenrijk (1887-1922) | Karel I van Oostenrijk (1887-1922) |                                        |                                        |                                        |                                        |                                        |                                        |                                     |                                     |                                     |                                     |                                  |                                  |                                         |                                         |                                         |                                         |                                           |                                           |                                           |                                           |                                           |                                           | Zita van Bourbon-Parma (1892-1989)     | Zita van Bourbon-Parma (1892-1989)     | Zita van Bourbon-Parma (1892-1989)         | Zita van Bourbon-Parma (1892-1989)         | Zita van Bourbon-Parma (1892-1989)         | Zita van Bourbon-Parma (1892-1989)         |                                            |                                            |                                        |                                        |                                                                                        |                                                                                        |                                                                                        |                                                                                        |                                                                                        |                                                                                        |  |  |  |  |  |  |  |  |  |  |  |  |  |  |  |  |  |  |  |  |  |  |  |  |  |  |  |  |  |  |  |  |  |  |  |  |  |  |  |  |  |  |  |  |  |  |  |  |
|                                           |                                           |                                           |                                           |                                           |                                           |                                                  |                                                  |                                                  |                                                  |                                                  |                                                  |                                     |                                     |                                    |                                    |                                        |                                        |                                        |                                        |                                        |                                        |                                     |                                     |                                     |                                     |                                  |                                  |                                         |                                         |                                         |                                         |                                           |                                           |                                           |                                           |                                           |                                           |                                        |                                        |                                            |                                            |                                            |                                            |                                            |                                            |                                        |                                        |                                                                                        |                                                                                        |                                                                                        |                                                                                        |                                                                                        |                                                                                        |  |  |  |  |  |  |  |  |  |  |  |  |  |  |  |  |  |  |  |  |  |  |  |  |  |  |  |  |  |  |  |  |  |  |  |  |  |  |  |  |  |  |  |  |  |  |  |  |
|                                           |                                           |                                           |                                           |                                           |                                           |                                                  |                                                  |                                                  |                                                  |                                                  |                                                  |                                     |                                     |                                    |                                    |                                        |                                        |                                        |                                        |                                        |                                        |                                     |                                     |                                     |                                     |                                  |                                  |                                         |                                         |                                         |                                         |                                           |                                           |                                           |                                           |                                           |                                           |                                        |                                        |                                            |                                            |                                            |                                            |                                            |                                            |                                        |                                        |                                                                                        |                                                                                        |                                                                                        |                                                                                        |                                                                                        |                                                                                        |  |  |  |  |  |  |  |  |  |  |  |  |  |  |  |  |  |  |  |  |  |  |  |  |  |  |  |  |  |  |  |  |  |  |  |  |  |  |  |  |  |  |  |  |  |  |  |  |
| Otto van Habsburg-Lotharingen (1912-2011) | Otto van Habsburg-Lotharingen (1912-2011) | Otto van Habsburg-Lotharingen (1912-2011) | Otto van Habsburg-Lotharingen (1912-2011) | Otto van Habsburg-Lotharingen (1912-2011) | Otto van Habsburg-Lotharingen (1912-2011) |                                                  |                                                  | Adelheid van Oostenrijk (1914-1971)              | Adelheid van Oostenrijk (1914-1971)              | Adelheid van Oostenrijk (1914-1971)              | Adelheid van Oostenrijk (1914-1971)              | Adelheid van Oostenrijk (1914-1971) | Adelheid van Oostenrijk (1914-1971) |                                    |                                    | Robert van Oostenrijk-Este (1915-1996) | Robert van Oostenrijk-Este (1915-1996) | Robert van Oostenrijk-Este (1915-1996) | Robert van Oostenrijk-Este (1915-1996) | Robert van Oostenrijk-Este (1915-1996) | Robert van Oostenrijk-Este (1915-1996) |                                     |                                     | Felix van Oostenrijk (1916-2011)    | Felix van Oostenrijk (1916-2011)    | Felix van Oostenrijk (1916-2011) | Felix van Oostenrijk (1916-2011) | Felix van Oostenrijk (1916-2011)        | Felix van Oostenrijk (1916-2011)        |                                         |                                         | Karel Lodewijk van Oostenrijk (1918-2007) | Karel Lodewijk van Oostenrijk (1918-2007) | Karel Lodewijk van Oostenrijk (1918-2007) | Karel Lodewijk van Oostenrijk (1918-2007) | Karel Lodewijk van Oostenrijk (1918-2007) | Karel Lodewijk van Oostenrijk (1918-2007) |                                        |                                        | Rudolf Syringus van Oostenrijk (1919-2010) | Rudolf Syringus van Oostenrijk (1919-2010) | Rudolf Syringus van Oostenrijk (1919-2010) | Rudolf Syringus van Oostenrijk (1919-2010) | Rudolf Syringus van Oostenrijk (1919-2010) | Rudolf Syringus van Oostenrijk (1919-2010) |                                        |                                        | Charlotte van Oostenrijk (1921-1989) én Elisabeth Charlotte van Oostenrijk (1922-1993) | Charlotte van Oostenrijk (1921-1989) én Elisabeth Charlotte van Oostenrijk (1922-1993) | Charlotte van Oostenrijk (1921-1989) én Elisabeth Charlotte van Oostenrijk (1922-1993) | Charlotte van Oostenrijk (1921-1989) én Elisabeth Charlotte van Oostenrijk (1922-1993) | Charlotte van Oostenrijk (1921-1989) én Elisabeth Charlotte van Oostenrijk (1922-1993) | Charlotte van Oostenrijk (1921-1989) én Elisabeth Charlotte van Oostenrijk (1922-1993) |  |  |  |  |  |  |  |  |  |  |  |  |  |  |  |  |  |  |  |  |  |  |  |  |  |  |  |  |  |  |  |  |  |  |  |  |  |  |  |  |  |  |  |  |  |  |  |  |

## Eretekens
De aartshertog ontving verschillende eretekens en werd opgenomen in verschillende exclusieve ridderorden. Bij zijn dood werden deze getoond bij de lijkkist.
- Oostenrijk: Vliesridder, Grootmeester
- Oostenrijk: Grootmeester Leopoldsorde
- Oostenrijk: Grootmeester St- Stefanusorde
- Spanje: Grootkruis Orde van Karel III

## Publicaties
Otto von Habsburg heeft talrijke boeken geschreven over geschiedenis en politiek.
- Coutumes et droits successoraux de la classe paysanne et l'indivision des propriétés rurales en Autriche (1935), doctoraatsthesis
- Entscheidung für Europa (1953)
- Problem des Atomzeitalters (1955)
- Soziale Ordnung von morgen (1957)
- Bernhard von Baden (1958)
- Im Frühling der Geschichte (1961)
- Der Ferne Osten ist nicht verloren (1963)
- Européens et Africains — L’entente nécessaire (1963)
- Europa, Großmacht oder Schlachtfeld? (1963)
- Afrika ist nicht verloren (1964)
- Gottes Hand in der Geschichte (1966)
- Karl V. (1967 en 1990), ISBN 3-85002-286-2
- Politik für das Jahr 2000 (1968)
- Les Transports et l´Europe (1969)
- Bis hierher und weiter (1974)
- Die Heilige Hedwig von Schlesien und unsere Zeit (1974), ISBN 3-7008-0126-2
- La Naissance d’un continent (1975)
- Idee Europa, Angebot der Freiheit (1976)
- Karl IV Ein Europäischer Friedensfürst (1978), ISBN 3-87332-003-7
- Jalta és ami utána következett (1979)
- Europa - Garant der Freiheit (1980)
- Die Reichsidee - Geschichte und Zukunft einer übernationalen Ordnung (1986), ISBN 3-85002-228-5
- Macht jenseits des Marktes. Europa 1992 (1988), ISBN 3-85002-267-6
- Zurück zur Mitte. (1991)
- Igy láttam ... (1992)
- Európáért (1992)
- Nicht geschossen ist auch verfehlt (1992)
- Úvahy o Evrope (1993)
- Mémoires d'Europe (1994) ISBN 2-7413-0078-X
- Friedensmacht Europa - Sternstunden und Finsternis (1995), ISBN 3-85002-368-0
- Die Paneuropäische Idee - Eine Vision wird Wirklichkeit (1999), ISBN 3-85002-424-5
- Ein Kampf um Österreich 1938-1945 (2001), ISBN 3-85002-460-1
- Unsere Welt ist klein geworden - Die Globalisierung der Politik (2006), ISBN 3-85002-539-X
- Der Habsburg-Faktor (2007) (Verzameling van interviews)